# Liste des plus grandes banques d'Afrique
Voici la liste des banques en Afrique, mesurée en fonction du total des actifs.

## Par actif total
La liste est basée sur le rapport African Business d'avril 2024 des 100 plus grandes banques d'Afrique.
| Rank | Nom de la banque                  | Total des actifs (2024) (US$ millions) |
| ---- | --------------------------------- | -------------------------------------- |
| 1    | Standard Bank                     | 167 000                                |
| 2    | Banque nationale d'Égypte         | 155 000                                |
| 3    | Banque Misr                       | 104 000                                |
| 4    | First Rand                        | 88 000                                 |
| 5    | Absa Bank                         | 83 000                                 |
| 6    | Attijariwafa Bank                 | 67 000                                 |
| 7    | Nedbank                           | 67 000                                 |
| 8    | Banque populaire                  | 53 000                                 |
| 9    | Banque nationale d'Algérie        | 41 000                                 |
| 10   | Bank of Africa                    | 39 000                                 |
| 11   | Banque extérieure d'Algérie       | 34 000                                 |
| 12   | Investec                          | 33 000                                 |
| 13   | Access Bank                       | 30 000                                 |
| 14   | Commercial International Bank     | 27 000                                 |
| 15   | Ecobank                           | 27 000                                 |
| 16   | Crédit populaire d'Algérie        | 25 000                                 |
| 17   | Zenith Bank                       | 23 000                                 |
| 18   | United Bank for Africa            | 23 000                                 |
| 19   | Banque commerciale d'Éthiopie     | 24 000                                 |
| 20   | Qatar National Bank               | 20 000                                 |
| 21   | First Bank of Nigeria             | 19 000                                 |
| 22   | Mauritius Commercial Bank         | 17 000                                 |
| 23   | KCB Group (en)                    | 14 000                                 |
| 24   | Crédit agricole                   | 14 000                                 |
| 25   | Arab African International Bank   | 13 000                                 |
| 26   | Banque du Caire                   | 13 000                                 |
| 27   | CIH Bank                          | 13 000                                 |
| 28   | Equity Group (en)                 | 12 000                                 |
| 29   | Saham Bank                        | 12 000                                 |
| 30   | Guaranty Trust Bank               | 11 000                                 |
| 31   | Bank of Africa                    | 11 000                                 |
| 32   | Banque de développement local     | 11 000                                 |
| 33   | Capitec Bank (en)                 | 10 000                                 |
| 34   | BGFIBank                          | 8 000                                  |
| 35   | First Abu Dhabi Bank              | 8 000                                  |
| 36   | BMCI                              | 8 000                                  |
| 37   | Banque nationale agricole         | 8 000                                  |
| 38   | HSBC                              | 8 000                                  |
| 39   | Banque internationale arabe       | 7 000                                  |
| 40   | Ecobank                           | 7 000                                  |
| 41   | First City Monument Bank (en)     | 7 000                                  |
| 42   | Fidelity Bank Nigeria             | 7 000                                  |
| 43   | Faisal Islamic Bank of Egypt (en) | 6 000                                  |
| 44   | Union Bank of Nigeria             | 6 000                                  |
| 45   | Crédit du Maroc                   | 6 000                                  |
| 46   | State Bank of Mauritius           | 6 000                                  |
| 47   | Stanbic IBTC Holdings (en)        | 6 000                                  |
| 48   | Banco de Fomento Angola           | 5 000                                  |
| 49   | NMB Bank Tanzania (en)            | 5 000                                  |
| 50   | CRDB Bank (en)                    | 5 000                                  |